# Jessica Bennett
Jessica Bennett (Seattle, 1981) es una periodista estadounidense que escribe sobre género, sexualidad y cultura. En octubre de 2017 se convirtió en la primera editora de género del The New York Times. Anteriormente fue columnista en Time. Es la autora de Feminist Fight Club: A Survival Manual for a Sexist Workplace  (Feminist Fight Club: un manual de supervivencia para un lugar de trabajo sexista) (HarperCollins, 2016).

## Biografía
Bennett creció en Seattle, Washington, donde estudió en el Instituto Garfield. Recibió el B.S. en la Universidad de Boston, donde fue estudiante-reportera cubriendo el crimen del The Boston Globe. Posteriormente se trasladó a  Nueva York, donde trabajó como ayudante de investigación del reportero Wayne Barrett en The Village Voice.
Bennett empezó su carrera en Newsweek, donde trabajó durante siete años como redactora de redacción y editora y ganó el premio NY Press Club con la historia sobre la controversia de las fotografías de Nikki Catsouras, sobre la lucha de una familia para eliminar de Internet las horripilantes fotos de muertes de su hija. En 2010, ella y dos colegas escribieron una polémica historia de portada titulada "Are We There Yet? (¿Estamos allí todavía?)" sobre la larga historia del sexismo en Newsweek. Apareció en el 40 aniversario de una histórica demanda contra Newsweek, en la que 46 empleadas demandaron a la compañía por discriminación de género. La historia se convirtió en un libro The Good Girls Revolt de Lynn Povich y en una serie televisión con el mismo nombre de Amazon.
Bennett dejó Newsweek para convertirse en editora ejecutiva de Tumblr y más tarde editora colaboradora de la ONG Lean In Foundation fundada por Sheryl Sandberg donde cofundó la colección de revistas y serie de TV Lean In: Women, Work, and the Will to Lead con Getty Images, una foto-iniciativa para cambiar la representación de mujeres en stock fotografía.
Para The New York Times, Bennett ha escrito sobre las hermandades estudiantiles feministas, el consentimiento sexual, y pasó tiempo con los mejores amigos de la infancia de Hillary Clinton. También escribió una columna digital llamada Comando Z. Hizo el perfil Monica Lewinsky, Paula Broadwell, Whitney Wolfe de Bumble y escribió una pieza viral sobre la Resting bitch face.
En 2016, Bennett publicó el libro Feminist Fight Club: A Survival Manual for a Sexist Workplace, que fue descrito como «atractivo, práctico e hilarante» por Sheryl Sandberg y «una clásica guía de batalla feminista f - k» por la actriz Ilana Glazer.
En 2017, The New York Times anunció que Bennett asumiría el nuevo puesto de editora de género creado por el periódico. En una entrevista con Teen Vogue dijo: «Para mí, las cuestiones de género no significa sólo la cobertura del feminismo o las cuestiones relacionadas con los derechos de las mujeres. Aunque, por supuesto, eso es importante y nos comprometemos a abordar esos problemas y abordarlos desde una perspectiva interseccional. Pero creo que para el NYT este tipo de contenido debe existir de manera transversal en cada sección del periódico. Entonces, eso significa historias sobre identidad de género, sexualidad o masculinidad, o raza y clase, y cómo se incorpora la identidad de género o simplemente en los temas que cubre habitualmente el periódico como política, asuntos internacionales, ciencia, salud. Pero abordar estos temas desde una perspectiva de género».

## Premios y honores
Bennett ha sido premiada por el Newswomen Club de Nueva York, ha recibido el GLAAD Media Award, el premio Club de Prensa de la Nueva York y el Centro Internacional de Fotografía para su trabajo en Lean In Collection.